# Federação Nicaraguense de Futebol
A Federação Nicaraguense de Futebol (em espanhol: Federación Nicaragüense de Fútbol, ou FENIFUT) é o órgão dirigente do futebol da Nicarágua. Ela é a responsável pela organização dos campeonatos disputados no país, bem como da Seleção Nacional.